# ماتی ۲۷۱۴
سیارک ۲۷۱۴ (به انگلیسی: 2714 Matti، نامگذاری:1938GC) دو هزار و هفتصد و چهاردهمین سیارک کشف شده‌است که در ۵ آوریل ۱۹۳۸ کشف شد.
قدر مطلق سیارک برابر ۱۳٫۴۰ است.